# 과염소산 나트륨
과염소산 나트륨은 화학식 NaClO4 을 가진 무기화합물이다. 물과 알코올에 용해성이 높은 하얀 결정체이자 저온성 고체이다. 그것은 보통 일수화물로 구성된다. 이 화합물은 과염소산염중 제일 수용성이 높은 것으로 주목할 만 하다. 또한, 화성에도 과염소산 나트륨이 존재한다.

## 용도
과염소산나트륨은 용해성이 낮다는 점을 이용해 다른 많은 과염소산염의 전구체이다.
폭약 기술에 해당하는 암모늄과 과염소산칼륨은 과염소산 나트륨 용액과 염소산칼륨 또는 암모늄 용액의 이중분해로 제조된다.
과염소산의 수용액을 탄산나트륨으로 중화시켜 증류하면 생긴다. 50 °C 이하에서는 1수화염(水化鹽), 50 °C 이상에서는 무색 또는 백색 결정인 무수염이 생긴다. 1수화염은 무색의 육방 결정계의 결정으로 흡습성이 있고, 130°C에서 분해한다.

### 실험실에서
NaClO4 용액은 비활성 전해액으로 사용되며 분자 생물학에서 표준 DNA 추출에 이용되거나 잡종 반응에 이용된다.

### 약품
과염소산 나트륨은 갑상선기능항진증(TSH) 환자에게 요오드화 조영제를 투여하기 전에 요오드의 흡수를 줄여주는 역할을 한다.

### 동물 훈련
또한, 과염소산 나트륨은 폭발 물질을 탐지하게 하기 위해 훈련시키는 재료로 사용될 수 도 있다.

## 생산
과염소산 나트륨은 백금과 같은 불활성 전극에서 염소산나트륨의 애노드 반응으로부터 제조된다.
ClO3− + H2O   → ClO4−  + 2H+ +  2 e−
ClO3− + 2 OH−   →  ClO4− +  H2O + 2 e−
1. 공업적으로는 염소산나트륨의 농축 수용액을 백금 전극을 이용해서 전해하고, 양극액을 꺼내 진공 증발관에서 농축하여 염소산나트륨을 분리한다.
2. 염소산나트륨을 용융하면 자체 산화를 일으켜 과염소산나트륨과 염화나트륨을 만든다.
3. 여기에 진한 염산을 첨가하여 과염소산염을 추출하고 증발시켜 염산을 제거하면 결정이 얻어진다.
4. 실험실에서는 과염소산 수용액을 탄산 나트륨으로 중화하고, 중성 용액을 건고할 때까지 증발하면 50°C 이하에서 1수화염이, 50°C 이상에서 무수염이 결정한다. 수용액에서 재결정에 의해 정제한다.

## 안전
무수염에는 흡습성이 없으나, 물이나 에틸알코올에는 잘 녹는다. 유기물이나 가연물과 섞어 충격을 가하거나 진한 황산과 접촉시키면 폭발한다.

## 같이 보기
- 염화 칼륨

## 참고 문헌
https://terms.naver.com/entry.nhn?docId=1064042&cid=40942&categoryId=32263